# دست‌های قدرت
دست‌های قدرت (به چینی: 推手؛ پین‌یین: Tuī Shǒu) یک فیلم کمدی-درام محصول ۱۹۹۱ به کارگردانی انگ لی، فیلم‌ساز تایوانی است که اولین کارگردانی بلند او بود. سیهونگ لونگ در نقش یک استاد تای چی چوان چینی که در نیویورک زندگی می‌کند، بازی می‌کند و تلاش می‌کند جایگاه خود را در جهان پیدا کند. این فیلم تضاد بین ایده‌های سنتی چینی در مورد روابط کنفسیوس‌گرایی در یک خانواده و تأکید غیررسمی‌تر غرب بر فرد را نشان می‌دهد.
این محصول مشترک تایوان و آمریکا به‌طور مستقل تولید شد و چندین نفر از همکاران مکرر لی از جمله فیلمنامه‌نویس جیمز شیمس و تدوینگر تیم اسکوایرز در آن حضور دارند. این فیلم به صورت اکران در سینماها در تایوان منتشر شد، اما چندین سال در ایالات متحده اکران گسترده‌ای نداشت. مورد استقبال منتقدان قرار گرفت و چندین جایزه از جمله سه جایزه اسب طلایی به دست آورد.

## تولید
در ابتدا قرار بود که دوره فیلمبرداری این فیلم سه هفته باشد، اما با اصرار کارگردان مدت زمان فیلمبرداری را به چهار هفته تغییر دادند. قبل از شروع فیلمبرداری، بازیگران دو هفته را صرف تنظیم و تمرین کردند.